# مرغ طوفان (افسانه)

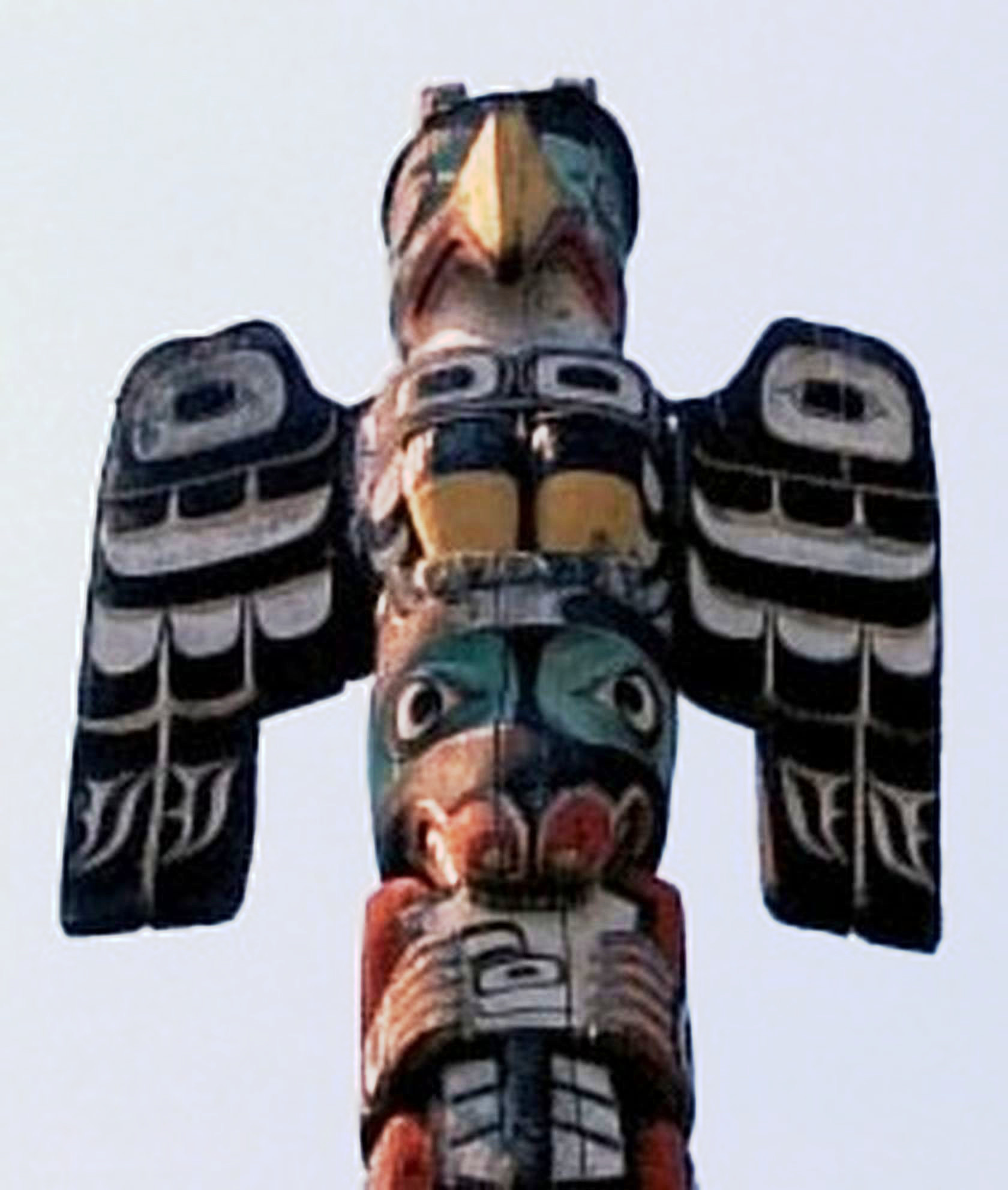
یک شمایل در پارک ویکتوریا. کانادا. ۲۰۰۴

مرغ توفان یا تندرمرغ پرنده‌ای اسطوره‌ای است که در فرهنگ و آئین و رسوم و باورمندی بومیان آمریکای شمالی به فراوانی به آن اشاره شده‌است. با این همه در آیین‌های باستانی بسیاری از مردم اروپا و آسیا نیز این مرغ تنومند، ریشه و نام‌آوری دارد.
بنا بر فرهنگ عامه، مرغ توفان پرندهٔ بسیار بزرگی‌است که به خاطر جثه سترگش در حالت عادی قادر به پرواز نیست. به همین خاطر این پرنده در بلندای کوه‌ها یا مشرف به دریاها به انتظار توفان می‌ماند و با شدت گرفتن تندبادها از انرژی آنها برای پریدن مدد می‌گیرد و در شرایطی که دیگر پرندگان قادر به پرواز نیستند در آسمان اوج می‌گیرد و عظمت خود را به نمایش می‌گذارد.
بنا بر نقوشی که از این پرنده ترسیم می‌شود، مانند پرنده افسانه‌ای هما، این پرنده نیز از خانواده کرکس‌ها می‌باشد.

## جایگاه در ادبیات سیاسی ایران
شاپور بختیار آخرین نخست‌وزیر رژیم پهلوی پیش از انقلاب ۱۳۵۷، که سمت نخست‌وزیری را در ماه‌های آخر رژیم پهلوی بر عهده گرفت، در دی‌ماه ۱۳۵۷، پیامی صادر کرد و در انتهای پیامش بیتی از چکامه مرغ طوفان غلامعلی رعدی آذرخشی خواند که:
| من مرغ طوفانم نیندیشم ز طوفان |  | موجم، نه آن موجی که از دریا گریزد |

اشاره وی به این شعر باعث شد که هم موافقان او و هم مخالفان او از او با عنوان مرغ طوفان یاد کنند.